# Intrall
International Truck Alliance (Intrall) – rosyjsko-brytyjski koncern samochodowy z siedzibą w Londynie w Wielkiej Brytanii.

## Działalność

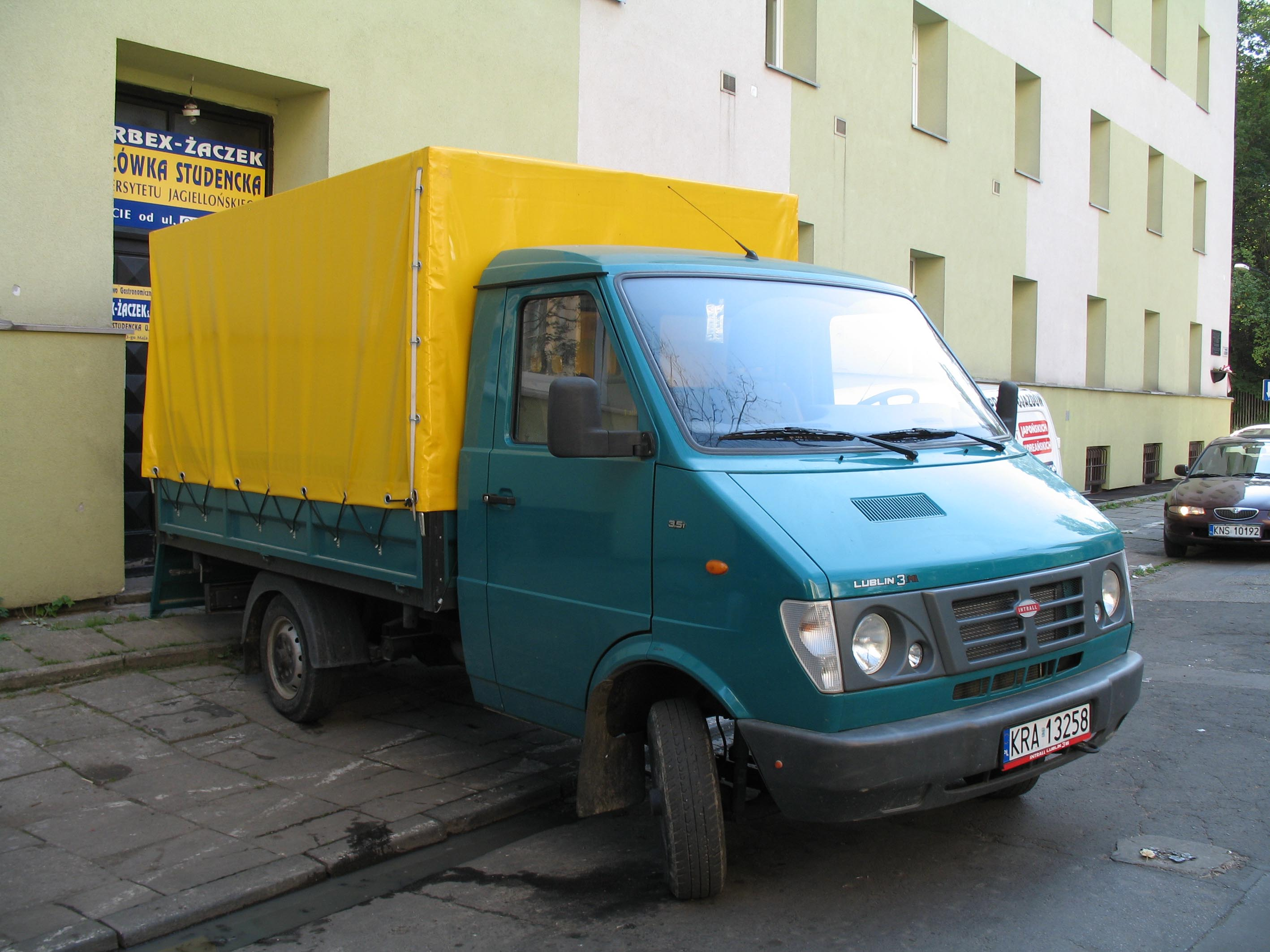
Intrall Lublin 3Mi

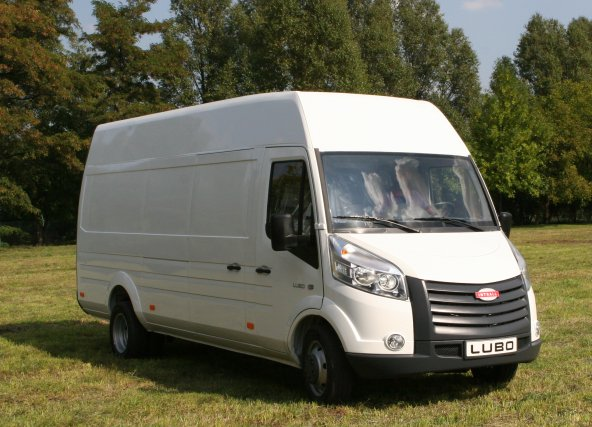
Prototyp furgonu Intrall Lubo

Pod koniec 2003 roku firma Intrall przejęła od Skarbu Państwa fabrykę Daewoo Motor Poland w Lublinie, działającą następnie od stycznia 2004 do 2007 roku pod nazwą Intrall Polska. Przejęła ona produkcję modeli Lublin i Honker od 2005 roku sprzedawanych pod marką Intrall. Planując rozwój produkcji samochodów użytkowych w 2006 roku firma przejęła prawa do produkcji modeli ciężarówek czeskiej marki Praga. Opracowano konstrukcję i w dużym stopniu przygotowano produkcję modelu dostawczego Intrall Lubo. Firma opracowała i wdrożyła produkcję modelu Honker Skorpion dla polskiego kontyngentu wojskowego w Iraku.
Intrall był właścicielem marek samochodów Lublin, Honker oraz Praga. Kłopoty z wdrożeniem do produkcji pojazdów z silnikami spełniającymi normę Euro 4 spowodowały wstrzymanie produkcji wiosną 2007 roku. Kolejnym źródłem problemów firmy Intrall Polska był wymóg Ministerstwa Obrony Narodowej, by firma jako dostawca pojazdów dla wojska była w ponad 50% własnością akcjonariuszy krajowych. 15 października 2007 roku Sąd Rejonowy w Lublinie ogłosił upadłość spółki Intrall Polska. Zadłużenie przekracza 23 mln zł, a wartość majątku spółki oszacowano na 26 mln zł. Sąd uznał, że dłużnik jest niewypłacalny; od maja 2007 roku zaprzestał prowadzenia działalności i realizowania swoich zobowiązań, nie uzyskując żadnych przychodów. Blisko 300 pracowników spółki otrzymało wypowiedzenia umów o pracę. W 2008 roku firma DZT Tymińscy kupiła majątek produkcyjny oraz prawa do produkcji Honkera, którego produkcja ruszyła w 2009 roku.

### Kontrowersje
W październiku 2006 roku syndyk Daewoo Motor Polska w trybie jednostronnym zerwał umowy dzierżawy budynków zakładu i przestał wystawiać INTRALL Polska faktury, narażając tym samym spółkę na straty ponad 20 mln złotych rocznie. Jednocześnie oddział banku PKO S.A. w Lublinie ograniczył w tym samym czasie kredyty obrotowe dla Intrall Polska, mimo znacznego wzrostu zamówień na ich samochody. Brak kredytów naruszył prawidłową pracę przedsiębiorstwa. W całej sytuacji tym bardziej kontrowersyjne jest że bank jednocześnie zaoferował otworzenie kredytu inwestycyjnego z 15 razy wyższą kwotą, jednak w zamian zabezpieczenia finansowego zażądał całego majątku spółki (wraz z prawem do produkcji i sprzedaży samochodów Lublin i Lubo), z możliwością jednostronnego rozwiązania umowy.